# Richard Roberts
Richard John Roberts (Derby, 6 settembre 1943) è un biochimico e biologo inglese, vincitore, insieme a Phillip Sharp, del premio Nobel per la medicina nel 1993, «per la scoperta dello splicing dei geni».

## Giovinezza, educazione e carriera
Roberts nacque a Derby, figlio di Edna (Allsop) e John Roberts, un meccanico di auto. All'età di quattro anni si trasferì insieme alla famiglia a Bath, dove frequentò la City of Bath Boys' School. Da bambino la sua ambizione fu quella prima di diventare un detective e poi, dopo che gli venne regalato un set di chimica, un chimico.
Si laureò alla University of Sheffield nel 1965 con un diploma (Bachelor of Science degree) in chimica e un dottorato di ricerca in filosofia  (PhD) nel 1969. Le sue tesi comprendevano studi di fitochimica sui neoflavonoidi e sugli isoflavonoidi. Durante il periodo che va dal 1969 al 1972, dopo aver preso il dottorato, condusse del lavoro di ricerca ad Harvard. In seguito si trasferì al Cold Spring Harbor Laboratory, dove venne assunto da James Dewey Watson, uno degli scopritori della struttura del DNA e vincitore del Premio Nobel. Nel 1992 si trasferì ai New England Biolabs. L'anno seguente gli venne assegnato il premio Nobel, assieme a Phillip Sharp, il suo ex-collega al Cold Spring Harbor Laboratory.

## Studi e scoperte
Dopo aver ascoltato una conferenza tenuta dal professor Dan Nathans alla Harvard Medical School, Roberts comprese l'importanza di alcuni enzimi, in particolare l'Endonuclease R, che erano in grado di isolare specifiche porzioni di DNA.
Arrivato al Cold Spring Harbor Laboratory, cominciò, assieme ad altri colleghi, un progetto per la sintesi di enzimi simili all'Endonuclease R e alla mappatura del DNA di organismi procarioti. Uno degli scienziati con cui Roberts collaborò per questo progetto fu Phillip Sharp, assieme al quale vinse in seguito il premio Nobel per la chimica nel 1993.
Nel 1977 intraprese, insieme ad altri colleghi, un esperimento per dimostrare che le ipotesi formulate in precedenza sulla sequenza di splicing dell'Adenovirus-2 mRNAs erano corrette. Speravano di riuscire a visualizzare la struttura dell'Adenovirus-2 mRNAs mentre si divideva nelle sue due differenti porzioni codificanti. L'esperimento fu un successo e Roberts ed il resto del suo team passarono il periodo seguente ad analizzare la struttura dell'DNA scoperto, fino ad ottenere una mappatura completa.

## Premi e riconoscimenti
Dopo aver vinto il premio Nobel nel 1993, fu premiato, nel 1994, con un diploma onorario (Doctor of Science) dalla University of Bath.
Fu eletto membro della Royal Society nel 1995. Nel 2005 un'espansione del costo di svariati milioni di sterline al dipartimento di chimica della University of Sheffield, dove lui era stato studente, prese il suo nome. Dopo essere stato ristrutturato, anche il dipartimento di scienze della Beechen Cliff School (in precedenza City of Bath Boys' School) fu rinominato in onore di Roberts, il quale aveva donato gran parte della vincita ottenuta col premio Nobel alla scuola. 
Roberts fu uno dei firmatari dello Humanist Manifesto. Venne nominato cavaliere durante il 2008 Birthday Honours.
Roberts è inoltre un membro della Advisory Board of Patient Innovation, una sede internazionale, plurilinguistica, gratuita e senza fini di lucro che permette a pazienti ed operatori sanitari di qualsiasi malattia di condividere le loro innovazioni in campo medico.